# Dacryopilumnus
Dacryopilumnus is een geslacht van kreeftachtigen uit de klasse van de Malacostraca (hogere kreeftachtigen).

## Soorten
- Dacryopilumnus eremita Nobili, 1906
- Dacryopilumnus rathbunae Balss, 1932